# Clara G
Clara G (née à Baia Mare en Roumanie) est une actrice et directrice de production pornographique roumaine.

## Biographie
Clara G a travaillé pour des studios tels que Brazzers, DDF Network, Digital Playground, Evil Angel, New Sensations, Private.

## Récompenses
- Remporte l'AVN Award en 2007 dans la catégorie Best All-Girl Sex Scene pour le film – Fuck[7]
- Nommée en 2008 pour l'AVN Award dans la catégorie Female Foreign Performer of the Year[8]
- Nommée en 2009 pour l'AVN Award dans la catégorie Best Sex Scene In A Foreign Shot Production avec le film My Evil Sluts 2[9]
- Nommée en 2009 pour l'AVN Award dans la catégorie Best Director Foreign Non-Feature avec le film My Evil Sluts 2[9]
- Nommée en 2009 pour le Hot d'Or dans la catégorie Best All Sex European Director[10]
- Nommée en 2010 pour l'AVN Award dans la catégorie Best Director, Foreign Non-Feature avec le film Give Me Pink 5[11]
- Nommée en 2010 pour l'AVN Award dans la catégorie Best New Web Starlet[11]
- Nommée en 2010 pour l'AVN Award dans la catégorie Best Web Star avec le site Clara-G.com[12]
- Nommée en 2011 pour l'AVN Award dans la catégorie Best All-Girl Group Sex Scene avec le film Buttman’s Evil Live[12]
- Nommée en 2011 pour l'AVN Award dans la catégorie Best Director, Foreign Non-Feature avec le film My Evil Sluts 5[12]

## Filmographie sélective
- 2003 : Ass Traffic 1
- 2004 : Give Me Pink 368
- 2005 : Sandy's Club 1
- 2005 : White-Hot Nurses 8
- 2006 : Lesbionage
- 2006 : The Private Live of Katy Caro
- 2007 : No Man's Land 42
- 2007 : Women Seeking Women 31
- 2008 : Girls Dil-Doing Girls 4
- 2008 : Sisters of Sappho 1
- 2009 : Dangerous Dykes
- 2009 : We Live Together.com 11
- 2010 : We Live Together.com 13
- 2010 : We Live Together.com 16
- 2011 : All Girl Revue 12
- 2011 : Lesbian Love Affair
- 2012 : Babe Buffet: All You Can Eat
- 2012 : Maximum Anal
- 2013 : Maximum Orgy: Special Pin-up
- 2013 : Sapphic Sensation 2
- 2014 : Infinity